# Богушевский, Сергей Казимирович
 Сергей Казимирович Богушевский  (1860 — 1920) — учёный, агроном, профессор агрономии и технологии, лингвист.

## Биография

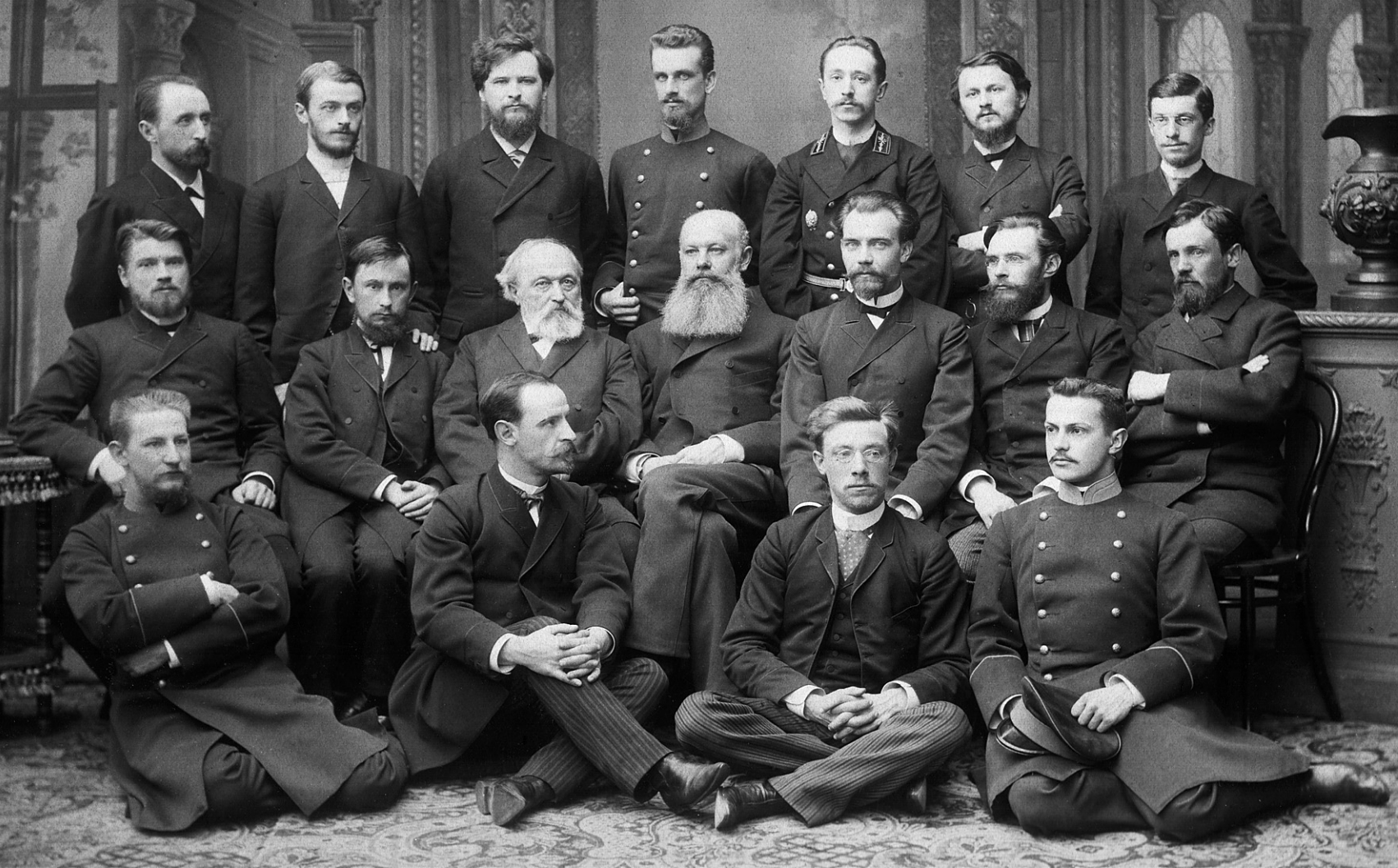
Ученики А. В. Советова и В. В. Докучаева

Родился в 1860 году в Псковской губернии. Первоначальное образование получил в частном пансионе в Москве, откуда перешел в Псковскую классическую гимназию, курс которой он окончил в 1882 году. В том же году поступил на физико-математический факультет Санкт-Петербургского университета по естественному отделению.
После окончания курса и представлении кандидатской диссертации в 1888 году назначен хранителем минералогического кабинета, а в 1890 году хранителем агрономического кабинета. Принимал участие в экспедиции профессора Докучаева в Псковскую губернию. Состоял членом Императорского Вольного Экономического Общества и Петербургского Собрания сельских хозяев.
В первом из этих обществ сделал доклад о способах выемки почвенных образцов. Доклад этот был напечатан в Материалах по изучению русских почв. В этом же издании напечатал статью под заглавием Характеристика почвенных типов Гадячкого уезда. В собрании сельских хозяев сделал доклад: «К вопросу о более выгодном кредите для сельских хозяев». В 1893 году после окончания экзаменов на степень магистра агрономии, командирован на два года заграницу.

## Труды
- Несколько мыслей о системе сельско-хозяйственного образования в России / С. Богушевский Юрьев : тип. К. Маттисена, 1898
- Неурожаи и истощение земель : Исслед. по вопросу о причинах истощения плодородия почв / [Соч.] С. К. Богушевского, и. д. экстраорд. проф. Имп. Юрьев. ун-та Юрьев : тип. К. Маттисена, 1900
- О влиянии структуры почвы на урожаи овса и поглощение азота и фосфорной кислоты / С. Богушевского. — Юрьев : [s. n.], [1904]. — 9 lk. ; 25 cm.
- К вопросу об оценке земель Лифляндской губернии / Проф. C. К. Богушевский. — Юрьев : [s. n.], 1905. — 19 lk. ; 25 cm.
- Отзыв, составленный профессором С. К. Богушевским по поручению физико-математического факультета И. Ю. У. о сочинении А. А. Ярилова, представленном в 1904 году для соискания степени магистра агрономии [С. К. Богушевский]. — Юрьев : [s. n.], [1905]. — 28 lk. ; 25 cm.